# Dreamer (Marvel Comics)
Dreamer (Beautiful Dreamer) è una mutante della Marvel Comics creata da Luise Simonson e June Brigman. La sua prima apparizione è in Power Pack vol. 1#12 (luglio 1985).

## Storia della pubblicazione
Dreamer è un personaggio mutante immaginario che appare nei fumetti americani pubblicati da Marvel Comics. Il vero nome di Dreamer e il suo passato prima di unirsi ai Morlock rimangono sconosciuti. Ha seguito per un po' 'il leader terrorista Morlock Masque e ha commesso atti criminali manipolando gli altri con i suoi poteri mentali su suo volere. Tuttavia, la motivazione principale di Dreamer per farlo, come con la maggior parte dei suoi compagni Morlocks, si presume essere il suo desiderio di compagnia e comunità.

## Biografia
Dreamer, insieme a molti altri Morlock, affronta il Power Pack, quando la giovane squadra entra nelle fogne di New York City in cerca dei libri scolastici perduti.  L'empatica Annalee, piangendo per i suoi figli defunti, vuole che Beautiful Dreamy modifichi i ricordi di Power Pack.  L'obiettivo è che il Power Pack creda che Annalee sia sua madre. Due degli X-Men, Nightcrawler e Kitty Pryde, fermano questo piano..
Quando il leader Morlock Callisto se ne andò per un po', Masque decide di attuare nuovamente i desideri di Annalee.  I genitori del Power Pack hanno modificato la loro memoria e, in definitiva, tre del Pack.  L'ultimo membro, Energizer, convoca l'aiuto degli X-Men.  Callisto ritorna in tempo per annullare il piano e Dreamer ripristina le menti di tutte le persone colpite.
Dreamer è stata tra i pochi membri dei Morlock sopravvissuti al "massacro mutante" dei Marauders, durante i quali è stata uccisa la maggior parte dei membri della comunità.  Resta con X-Factor, per un po' insieme con i suoi amici, Tar Baby, Ape ed Erg.
Ci fu un breve conflitto con un altro gruppo di Morlock, dal momento che nessuno di loro andava d'accordo. Il gruppo di Dreamer alla fine ritorna alle fogne nel tentativo di creare una nuova vita per loro.
Dreamer è uno dei 198 mutanti che hanno mantenuto i loro poteri dopo gli eventi del M-Day.
Dreamer è stata una dei mutanti che ha sentito la chiamata psichica di Ciclope ad andare a San Francisco e sarebbe andato lì, ma è stato catturato dai depuratori del Bastione e iniettato il virus Legacy. Fu consegnata dalla Lebbrosa Regina a una dimostrazione anti-mutante di Friends of Humanity tenutasi in Iowa, dove il virus attivò i suoi poteri all'estremo, uccidendo tutte le persone che partecipavano alla manifestazione facendo sì che il suo cervello "dimenticasse" di pompare il suo cuore, alla fine muore per il virus.

## Poteri e abilità
Dreamer è una mutante con vari poteri quali telepatia e manipolazione dei ricordi. 

### Telepatia
Dreamer ha abilità telepatiche che le permettono di leggere la mente tramite il suo "fumo psichico" per acquisire le informazioni che vuole e ricordarsele per molti anni. Può dare ordini psichici per obbligare a fare delle azioni ai loro bersagli, controllare le menti. Se vuole può causare dolori mentali che possono essere molto acuti oppure possono anche uccidere.

### Manipolazione dei ricordi e sogni
Può manipolare i ricordi delle persone per vederli, cancellarli completamente dalla mente o crearne di nuovi. Quando ne crea nuovi possono essere alcuni dei suoi cambiati oppure dalla sua fantasia che dopo alcuni giorni vengono dimenticati e appaiono sotto forma di sogno. Potrebbe anche causare problemi a ricordare un avvenimento importante e ricordare il resto. Ha anche una memoria eidetica, che le permette di avere in mente i ricordi degli altri anche per sempre, ed è molto brava a disegnare riesce a illustrare i ricordi ai suoi compagni.

### Altre abilità
Dreamer ha un "fumo sognatore" che lascia le persone in stato di stasi o trance per renderle calme o per ucciderle. Il suo fumo viene usato per vari effetti:
- Offensiva. Può usare il suo fumo per danneggiare le persone o causargli dolore psichico.
- Difensiva. Può usare il suo potere per confondere telepaticamente, rendere inoffensive, fermare, proteggersi dalle persone che la attaccano.
- Effettiva. Può offuscare le menti o la vista per scappare o effettuare attacchi di gruppo.

## Altri media
Dreamer appare frequentemente nella prima stagione della serie The Gifted interpretata dalla attrice Elena Satine. È l'ispirazione per il personaggio "Beautiful Dreamer" interpretato da Elena Satine in The Gifted di Fox. Come la sua controparte di fumetti, è una mutante con la capacità di espirare fumo rosa che le permette di leggere, prendere o impiantare ricordi nelle menti dei suoi obiettivi. Il suo nome in questa continuità è Sonya Simonson ed è conosciuta con lo pseudonimo di "Dreamer", ha anche una relazione con John Proudstar / Thunderbird. Nell'episodio "eXploited", viene assassinata dallo scienziato canaglia Roderick Campbell, che lavora per Trask Industries. Nell'episodio "X-roads", la morte di Sonya è vendicata dalla sua migliore amica, Lorna Dane / Polaris, che utilizza i suoi poteri magnetici per provocare un incidente (in cui si trovava Campbell); uccidendolo.